# Диплатинамолибден
Диплатинамолибден — бинарное неорганическое соединение, интерметаллид
платины и молибдена
с формулой MoPt2,
кристаллы.

## Получение
- Сплавление стехиометрических количеств чистых веществ:

{\displaystyle {\mathsf {2Pt+Mo\ {\xrightarrow {1800^{o}C}}\ MoPt_{2}}}}

## Физические свойства
Диплатинамолибден образует кристаллы
ромбической сингонии,
пространственная группа I mmm,
параметры ячейки a = 0,2748 нм, b = 0,8238 нм, c = 0,3915 нм, Z = 2
.
Соединение имеет широкую область гомогенности 58÷72 ат.% платины
и разрушается при температуре 1800°С.